# Roberto La Paz
Roberto Luiz La Paz (Canelones, 19 agosto 1919 – ...) è stato un calciatore uruguaiano, di ruolo centrocampista.

## Carriera
Proveniente dall'Uruguay, giocò per prima nel Penarol a Montevideo. Centrocampista dal fisico possente, acquistato dalla Frattese nel 1946, disputò un campionato non entusiasmando, quindi due campionati con la maglia del Napoli dal 1947 al 1949, uno in Serie A e l'altro in Serie B, dopo esservi arrivato, svincolato, in piroscafo su suggerimento di Michele Andreolo: fu il primo calciatore di colore nella storia della società partenopea. Si distinse particolarmente in una vittoria casalinga per 5-1 (durante la quale i partenopei si videro annullare un gol di Barbieri e negare un rigore per fallo di mani in una partita contro una squadra dalla difesa sino a quel momento difficile da battere) contro il Modena in cui, secondo il cronista del Corriere dello Sport, disputò una partita magistrale. Il 20 giugno 1948, in occasione della sconfitta a Milano contro l'Inter per 1-0, segnò un gol al 43º che l'arbitro Bonivento di Venezia annullò dopo aver indicato ai giocatori di tornare a centrocampo, per una carica irregolare su Angelo Franzosi. Questa partita, la terz'ultima di campionato, costò la retrocessione del Napoli al termine della stagione 1947-48.
Dopo l'esperienza italiana, si trasferì in Francia dove indossò le maglie di Olympique Marsiglia, in cui debuttò il 1º gennaio 1950 in Division 1 nella vittoria casalinga contro lo Stade Français per 2-1, poi, ceduto in prestito dal Marsiglia, del Montpellier e del Monaco. Terminò la sua carriera calcistica a Marsiglia nel 1953.
Viene ricordato anche per essere stato in campo in una vittoria in amichevole della Frattese con la quale debuttava contro il Milan, nel 1946, per 4-1. All'epoca della sua militanza con i partenopei era noto alla stampa specializzata come Luis La Paz.

## Palmarès

### Club

#### Competizioni nazionali
- Serie B: 1

Napoli: 1949-1950